# MAC 스푸핑
MAC 스푸핑(MAC spoofing)은 네트워크 인터페이스의 MAC 주소를 공장에서 할당된 것에서 변경하는 기술이다. 네트워크 인터페이스 컨트롤러(NIC)에 하드 코딩된 MAC 주소는 변경할 수 없다. 그러나 많은 장치 드라이버는 MAC 주소를 변경할 수 있도록 허용한다. 또한 운영 체제가 NIC가 사용자가 선택한 MAC 주소를 가지고 있다고 믿게 만들 수 있는 도구들이 있다. MAC 주소를 숨기는 과정을 MAC 스푸핑이라고 한다. 본질적으로 MAC 스푸핑은 어떤 이유로든 컴퓨터의 신원을 변경하는 것을 의미한다.

## 동기
할당된 MAC 주소를 변경하면 사용자가 서버나 라우터의 접근 제어 목록을 우회할 수 있으며, 네트워크에서 컴퓨터를 숨기거나 다른 네트워크 장치를 사칭할 수 있다. 또한 MAC 주소 블랙리스트를 우회하여 Wi-Fi 네트워크에 다시 액세스할 수 있다. 그러나 자동 MAC 필터링이 켜져 있는 경우 MAC 스푸핑은 자녀 보호 기능을 우회하는 데 작동하지 않는다. MAC 스푸핑은 합법적인 목적과 불법적인 목적 모두에 사용된다.

### 기존ISP를 위한 새 하드웨어
많은 ISP는 서비스 및 요금 청구를 위해 고객의 MAC 주소를 등록한다. MAC 주소는 네트워크 인터페이스 컨트롤러(NIC) 카드에 고유하게 하드 코딩되어 있기 때문에, 고객이 새 장치를 연결하거나 기존 장치를 변경하려고 할 때 ISP는 다른 MAC 주소를 감지하고 해당 새 장치에 인터넷 액세스를 허용하지 않을 수 있다. 이는 MAC 스푸핑을 통해 쉽게 우회할 수 있으며, 고객은 새 장치의 MAC 주소를 ISP에 등록된 MAC 주소처럼 보이도록 스푸핑하기만 하면 된다. 이 경우 고객은 여러 장치에서 인터넷 액세스를 얻기 위해 MAC 주소를 스푸핑한다. 이는 일반적으로 합법적인 경우이지만, ISP의 사용자 계약이 사용자가 서비스에 두 대 이상의 장치를 연결하는 것을 금지하는 경우 새 장치의 MAC 스푸핑은 불법으로 간주될 수 있다. 더욱이, ISP에 액세스하기 위해 MAC 주소를 스푸핑할 수 있는 사람은 고객만이 아니다. 컴퓨터 크래커는 동일한 기술을 통해 ISP에 무단으로 액세스할 수 있다. 이를 통해 승인되지 않은 서비스에 액세스하면서 고객의 신원을 사용하여 식별 및 추적이 어려워진다. 이러한 행위는 MAC 스푸핑의 불법적이고 부당한 사용으로 간주된다.
이는 케이블 모뎀 및 DSL 모뎀과 같은 고객 댁내 장치에도 적용된다. 고객에게 월별로 임대되는 장비는 공급자의 분배 네트워크에 알려진 하드 코딩된 MAC 주소를 가지고 있어, 고객이 연체되지 않는 한 서비스가 제공될 수 있다. 공급자가 고객에게 자체 장비를 제공하도록 허용하는 경우(따라서 월별 임대료를 피할 수 있음), 공급자는 때때로 서비스가 제공되기 전에 고객이 장비의 MAC 주소를 제공하도록 요구한다.

### 소프트웨어 요구사항 충족
일부 소프트웨어는 소프트웨어 사용권 동의에 명시된 미리 정의된 MAC 주소를 가진 시스템에만 설치 및 실행될 수 있으며, 사용자는 소프트웨어에 액세스하기 위해 이 요구 사항을 준수해야 한다. 원래 장치 오작동으로 인해 사용자가 다른 하드웨어를 설치해야 하거나 사용자 NIC 카드에 문제가 있는 경우 소프트웨어는 새 하드웨어를 인식하지 못한다. 그러나 이 문제는 MAC 스푸핑을 사용하여 해결할 수 있다. 사용자는 새 MAC 주소를 스푸핑하여 소프트웨어가 등록되었을 때 사용 중이던 주소처럼 보이도록 해야 한다. MAC 스푸핑을 사용하여 소프트웨어를 여러 장치에서 동시에 실행하면 법적 문제가 발생할 수 있다. 동시에 사용자는 라이선스를 확보하지 못한 소프트웨어에 액세스할 수 있다. 소프트웨어에 액세스하지 못하게 하는 하드웨어 문제가 있는 경우 소프트웨어 공급업체에 문의하는 것이 가장 안전한 방법일 수 있다.
일부 소프트웨어는 또한 승인되지 않은 사용자가 소프트웨어로 자유롭게 접근할 수 있는 특정 네트워크에 접근할 수 없도록 MAC 필터링을 수행할 수 있다. 이러한 경우는 불법적이거나 불법적인 활동으로 간주될 수 있으며 법적 조치가 취해질 수 있다.

### 신원 마스킹
사용자가 개인 정보를 보호하기 위해 MAC 주소를 스푸핑하기로 선택하는 경우, 이를 신원 마스킹이라고 한다. 동기의 한 예로, Wi-Fi 네트워크 연결에서 MAC 주소는 암호화되지 않는다. 심지어 보안 IEEE 802.11i-2004 (WPA) 암호화 방법도 Wi-Fi 네트워크가 MAC 주소를 전송하는 것을 막지 못한다. 따라서 추적을 피하기 위해 사용자는 장치의 MAC 주소를 스푸핑하기로 선택할 수 있다. 그러나 컴퓨터 크래커는 동일한 기술을 사용하여 MAC 필터링과 같은 액세스 제어 방법을 우회하고 신원을 드러내지 않는다. MAC 필터링은 연결하려는 장치의 MAC 주소가 허용된 주소와 일치하지 않으면 네트워크 액세스를 차단하며, 일부 네트워크에서 사용된다. 컴퓨터 크래커는 MAC 스푸핑을 사용하여 허용된 MAC 주소 중 하나라도 알고 있다면 MAC 필터링을 사용하는 네트워크에 액세스할 수 있으며, 손상을 입힐 의도를 가질 수 있지만 네트워크의 합법적인 사용자 중 한 명처럼 보일 수 있다. 결과적으로 실제 범죄자는 법 집행 기관에 의해 감지되지 않을 수 있다.

### Wi-Fi의 MAC 주소 무작위화
제3자가 MAC 주소를 사용하여 장치를 추적하는 것을 방지하기 위해 안드로이드, 리눅스, iOS, macOS 및 윈도우는 MAC 주소 무작위화를 구현했다. 2014년 6월, 애플은 iOS의 향후 버전에서 모든 Wi-Fi 연결에 대한 MAC 주소를 무작위화할 것이라고 발표했다. 리눅스 커널은 2015년 3월부터 네트워크 스캔 중 MAC 주소 무작위화를 지원했지만, 드라이버는 이 기능을 사용하도록 업데이트되어야 한다. 윈도우는 윈도우 10이 2015년 7월에 출시된 이후 이를 지원했다.

## 논란
MAC 주소 스푸핑은 불법은 아니지만, 일부 경우에 논란을 일으켰다. 2012년 JSTOR 디지털 라이브러리에서 불법적으로 파일에 접근한 혐의로 기소된 인터넷 핵티비스트 에런 스워츠에 대한 기소에서 검찰은 그가 MAC 주소를 스푸핑했기 때문에 이는 범죄 행위를 저지를 의도적인 의도를 보여준다고 주장했다. 2014년 6월, 애플은 iOS 플랫폼의 향후 버전에서 모든 Wi-Fi 연결에 대한 MAC 주소를 무작위화하여 인터넷 서비스 제공업체가 사용자 활동 및 신원을 추적하기 더 어렵게 만들 것이라고 발표했으며, 이는 여러 블로그와 신문에서 MAC 스푸핑의 관행을 둘러싼 도덕적 및 법적 논쟁을 다시 불러일으켰다.

## 제한
MAC 주소 스푸핑은 로컬 브로드캐스트 도메인으로 제한된다. 발신자가 자신의 IP 주소를 스푸핑하여 수신자가 응답을 다른 곳으로 보내도록 하는 IP 주소 스푸핑과 달리, MAC 주소 스푸핑에서는 MAC 필터링이 켜져 있지 않으면 스푸핑 당사자가 응답을 수신하여 스푸핑자가 새 장치를 사칭할 수 있다.

## 같이 보기
- iproute2: 호스트 MAC 주소를 스푸핑할 수 있는 리눅스 유틸리티
- 무차별 모드